# 鶴居村多目的運動広場

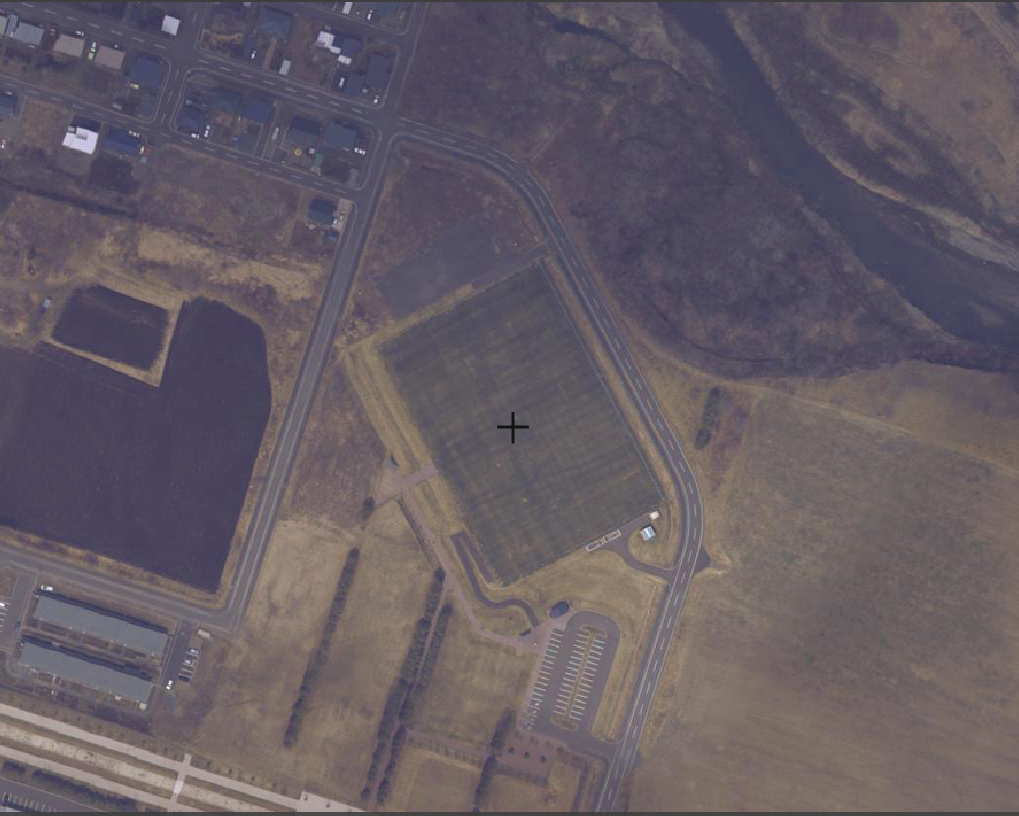
鶴居村多目的運動広場

鶴居村多目的運動広場（つるいむらたもくてきうんどうひろば）は北海道阿寒郡鶴居村鶴居東6丁目にあるサッカー場である。
北海道サッカーリーグや道東ブロックリーグの釧路サッカー協会所属クラブのホーム会場の一つとして使われている。

## 交通
釧路駅前から阿寒バス20鶴居保養センター行き、鶴居村役場前で下車して徒歩約12分。